# نهر الوردية
نهر الوردية نهر صغير في محافظة بابل يتغذى من نهر الحلة وتستفيد منه بعض البساتين في قرية الوردية. يبلغ طوله 6 كم وينتهي قرب سكة القطار التي تربط الحلة مع البصرة.